# Lulu femme nue
Lulu femme nue é um filme de comédia dramática francês dirigido por Sólveig Anspach e lançado em 2013. É baseado no livro Lulu femme nue, de Étienne Davodeau.
O filme concedeu o prêmio de Melhor Atriz para Karin Viard, no Sarlat Film Festival 2013.

## Enredo
Lulu (Karin Viard) viaja até a costa para uma entrevista de emprego, que acaba fracassada. Após comunicar o marido que não fora contratada, ela perde o trem que a levaria de volta para casa. Lulu passa a noite num hotel próximo, planejando voltar para casa na manhã seguinte. Entretanto, ela acaba mudando de ideia e concede a si mesma alguns dias de liberdade, tendo em mente apenas aproveitar o momento plenamente. Ela passa a perambular pela cidade, até que conhece um ex-presidiário, Charles Castanaud (Bouli Lanners), que também vive na beirada do mundo. Lulu adquire uma rica experiência convivendo com Charles, e os dois se envolvem amorosamente. No entanto, sua irmã, Cécile (Marie Payen), e também sua filha mais velha, Morgane (Solène Rigot) descobrem onde ela está e ela foge novamente. Em sua segunda fuga, Lulu conhece Marthe (Claude Gensac), uma velha senhora a quem ela tenta assaltar, e depois Virgínia (Nina Meurisse), uma jovem garçonete explorada pela patroa. Todos esses encontros irão transformar a sua vida.

## Elenco
- Karin Viard - Lulu
- Bouli Lanners - Charles Castanaud
- Claude Gensac -  Marthe, a velha senhora
- Nina Meurisse - Virginia, a garçonete
- Pascal Demolon - Richard Castanaud, irmão de Charles
- Philippe Rebbot - Jean-Marie Castanaud, irmão de Charles
- Marie Payen - Cécile, irmã de Lulu
- Solène Rigot - Morgane, filha de Lulu
- Patrick Ligardes - Serge, marido de Lulu
- Maxime Le Garrec - Pablo, filho de Lulu
- Matthieu Le Garrec - Jules, filho de Lulu
- Corinne Masiero - a dona do bar
- Vincent Londez - homem que faz a entrevista com Lulu
- Thomas Blanchard - recepcionista do hotel